# Tersomia brasiliensis
Tersomia brasiliensis is een insect uit de orde Phasmatodea en de familie Pseudophasmatidae. De wetenschappelijke naam van deze soort is voor het eerst geldig gepubliceerd in 1904 door Kirby. Zoals de wetenschappelijke naam doet vermoeden, komt deze soort voor in Brazilië.